# Еміліо Пуччі

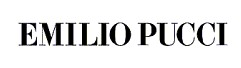

## Emilio Pucci[6]
Бренд Еміліо Пуччі був заснований у 1947 році маркізом Еміліо Пуччі (1914—1992).
У 1990 році його бізнес перейняла його дочка Лаудомія Пуччі.
А у 2002 році Еміліо Пуччі був придбаний LVMH за €38 мільйонів євро.
Голова та генеральний директор LVMH Fashion Group П'єр-Ів Руссель зазначив, що Массімо Джорджетті, засновник і дизайнер італійського бренду MSGM, офіційно приєднався до Еміліо Пуччів квітні 2015 року і став новим креативним директором. А у вересні 2016 року в Мілані відбувся дебют його робіт на весняно-літньому тижні моди.
Массімо Джорджетті зробив дизайн Еміліо Пуччі сучаснішим; зменшив кількість вечірніх суконь, і додав свіжості та динамічності в колекції бренду.

## Про засновника бренду— Еміліо Пуччі
Еміліо Пуччі ді Барсенто народився в 1914 році. Провчився два роки в Міланському університеті, а потім переїхав до університету Джорджії в Афінах, штат Джорджія, на подальші два роки навчання.
У 1934 році він був членом італійської олімпійської збірної з лижного катання. У 1937 році Пуччі виграв стипендію на лижах у коледжі Рід в Орегоні. Там він здобув освіту в галузі соціальних наук і отримав ступінь магістра через два роки.
Повернувшись до Італії, він провів військові роки бомбардувальником в італійських ВПС. У 1941 році Еміліо отримав ступінь доктора політичних наук у Університеті Флоренції.
Після Другої світової війни, в 1947 році, його сфотографував Тоні Фрісселл з Harper's Bazaar на італійських гірськолижних схилах, одягненого у лижні штани власного дизайну. Журнал попросив його створити зимовий одяг для жінок, який згодом опублікував і який продавався в різних магазинах Нью-Йорка. До речі, його перша робота в галузі моди була якраз розробка форми для лижної команди.
У 1949 році Пуччі відкрив бутік на Капрі, і створив «Штани Капрі», які захопили світ. У 1951 році у Флоренції відбувся перший показ мод.
Протягом 50-х років Пуччі здобув репутацію блискучого дизайнера візерункового спортивного одягу та простого денного. Використовувавши шовковий трикотаж для своїх суконь, Еміліо зробив їх легкими і надзвичайно зручними.
На додаток до модного життя, Пуччі був ще й відомим фашистом і писав про захист режиму Муссоліні як студент коледжу Рід. У 1965 році він став депутатом італійського парламенту.
Також у 1965 році Пуччі був найнятий рекламним агентством Нью-Йорка Jack Tinker and Associates для реконструкції гардеробів для Braniff International Airways.
У 1959 році Еміліо Пуччі одружився з Крістіною Нанніні, і того ж року народився їх син Алессандро. А їхня друга дочка Лаудомія народилася в 1961.
У 1962 році була показана перша колекція високої моди Пуччі, і він зазначив, що це данина пошани Жаклін Кеннеді.
У 60-х роках він випускав завужені штани, штани Капрі, шорти, курортні сукні, шовкові блузки та сорочки, штани та повсякденні костюми. Він також розробляв асортименти нижньої білизни, светрів та купальників для американських виробників. Його одяг був відомий своїми блискучими кольорами та чітко вираженими принтами. Він провів шлях до барвистої революції 60-х.
Проекти Пуччі досягли дуже дивовижних висот. Чого коштує космічна команда «Аполлон 15», що несла прапор, розроблений Пуччі, для посадки на Місяць.
У 1977 році він розробив Lincoln Continental Mark IV для Ford Motor Company.
У 1989—1990 роках знову стався раптовий бум на принтах Пуччі.
У 1990 році Еміліо Пуччі відмовився від активної дизайнерської роботи. Від імені свого батька його дочка отримала премію Ради модельєрів Америки в Нью-Йорку в 1991 році. Наступного року Музей костюмів у Палаццо Пітті у Форенсі показав найвідоміші вироби Пуччі.
Він помер у 1992 році у віці 78 років.
Одяг, який Еміліо Пуччі розробляв протягом багатьох років, до сих пір, дуже шанується. Проводиться багато виставок та показів, які на постійній основі є дуже відвідуваними.

## Про історію розвитку Emilio Pucci
Історія бренду розпочалася в 1947 році з випадкової фотографії жінки у вбранні за дизайном Еміліо Пуччі. Його 30-річний син, Маркіз Алессандро Пуччі ді Барсенто, керував сімейним бізнесом та маєтками. Однак, на жаль, Алессандро загинув в автокатастрофі у 2000 році поблизу Флоренції, Італія. Деякий час його сестра Лаудомія займалася креативним дизайном. Будинок Пуччі продовжив відроджувати дні слави і розробляв дизайн актуальний для нового покоління. Використовуючи сміливі та відразу впізнавані принти Пуччі, відродження ім'я швидко набрало обертів. Компанія була продана конгломерату товарів розкоші LVMH, який володіє Dior, Givenchy та багатьма іншими будинками. У листопаді 2000 року президент LVMH Арно попросив пуерториканського дизайнера Хуліо Еспаду відновити колекцію одягу Pucci. У своїй колекції навесні 2002 року Еспада продемонстрував безліч гарних дівочих шортів, шарфів та коротких бавовняних суконь. Еспада покинув Пуччі в квітні 2002 року.
На додаток до історичного бутіка Emilio Pucci в Нью-Йорку, магазини Еміліо заповнили всю земну кулю, розпочинаючи з Палм-Біч, Сен-Моріца до Бангкока. У 2001 вперше була представлена колекція меблів Emilio Pucci, що планувалася випускатися щороку у співпраці з відомим дизайнером меблів Каппелліні. У середині 2002 року відомого французького дизайнера Крістіана Лакруа було призначено художнім керівником компанії Pucci.
Пуччі відчинив двері свого нового флагманського магазину «П'ята авеню» в Нью-Йорку 7 вересня 2004 року та влаштував вечірку, яка стала головним моментом Тижня моди в Нью-Йорку. Було оголошено, що після того, як Крістіан Лакруа завершить свою колекцію весна/літа 2006 року для будинку Пуччі, дизайн візьме на себе Метью Вільямсон з колекції осінь/зима 2006 року.
Emilio Pucci — став одним із найвідоміших італійський брендів, заснованим італійським модельєром Еміліо Пуччі.

## Emilio Pucci сьогодні
На сьогоднішній день у світі є 50 магазинів і понад 20 000 принтів в Emilio Pucci.
Італійський виробник меблів Kartell у співпраці з Еміліо Пуччі запустив нову мінімалістичну серію крісел Мадам, яка виставляється в магазинах Еміліо Пуччі.
Хто носить Еміліо Пуччі? Від Дженніфер Лопес, Крістін Девіс та Нікі Хілтон до Ізабелли Росселліні та моделі-ветерана Верушки.

##### Найпопулярніші парфуми бренду
- 1965 Вівара (З)
- 1970 р. Синьйор Вівара
- 1971 Міс Задіг
- 1971 Місьє Задіг
- 1980 Еміліо Пуччі (W)

## Ідентифікація бренду
Дизайн Еміліо Пуччі миттєво впізнається і представляє жвавий жіночний стиль, що порушує загальноприйняті тренди з 1947 року. Еміліо Пуччі відомий своїм поєднанням кольорів та унікальними геометричними візерунками у стилі поп-арт, що демонструють його характер та виділяються серед конкурентної розкішної моди. Найбільший вплив Еміліо Пуччі на індустрію моди — це те, що він дав жінкам шанс уникнути консервативного одягу. Пуччі розпочав свою кар'єру у Флоренції, де народився в оточенні атмосфери Ренесансу, і головне натхнення черпав з рідного міста, після чого став одним з найвпливовіших дизайнерів в галузі моди. Існує палац Пуччі, побудований родиною Пуччі в епоху Відродження, який втілює дух Пуччі у всьому світі.